# Hemsjön (Lerbäcks socken, Närke, 653860-146129)
Hemsjön är en sjö i Askersunds kommun i Närke och ingår i Motala ströms huvudavrinningsområde.